# Takouba

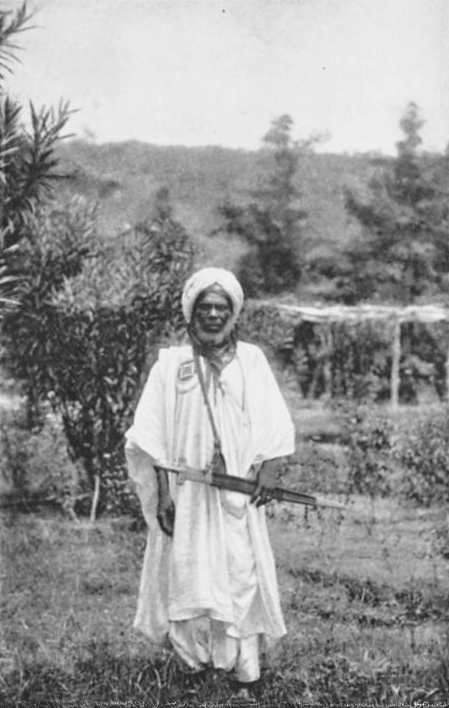
Ein Hausa mit Takouba (1900)

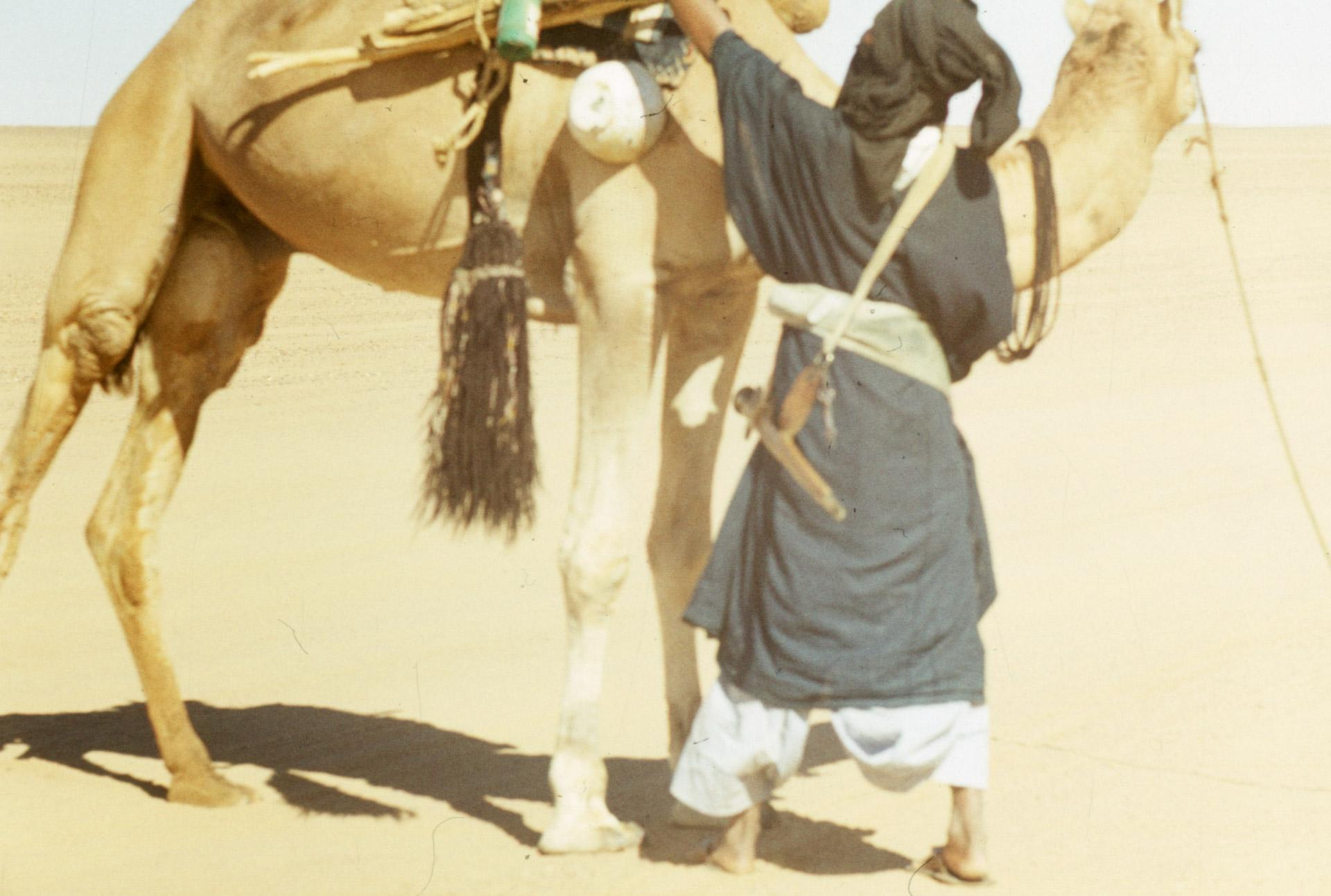
Ein Tuareg mit Takouba (1976)

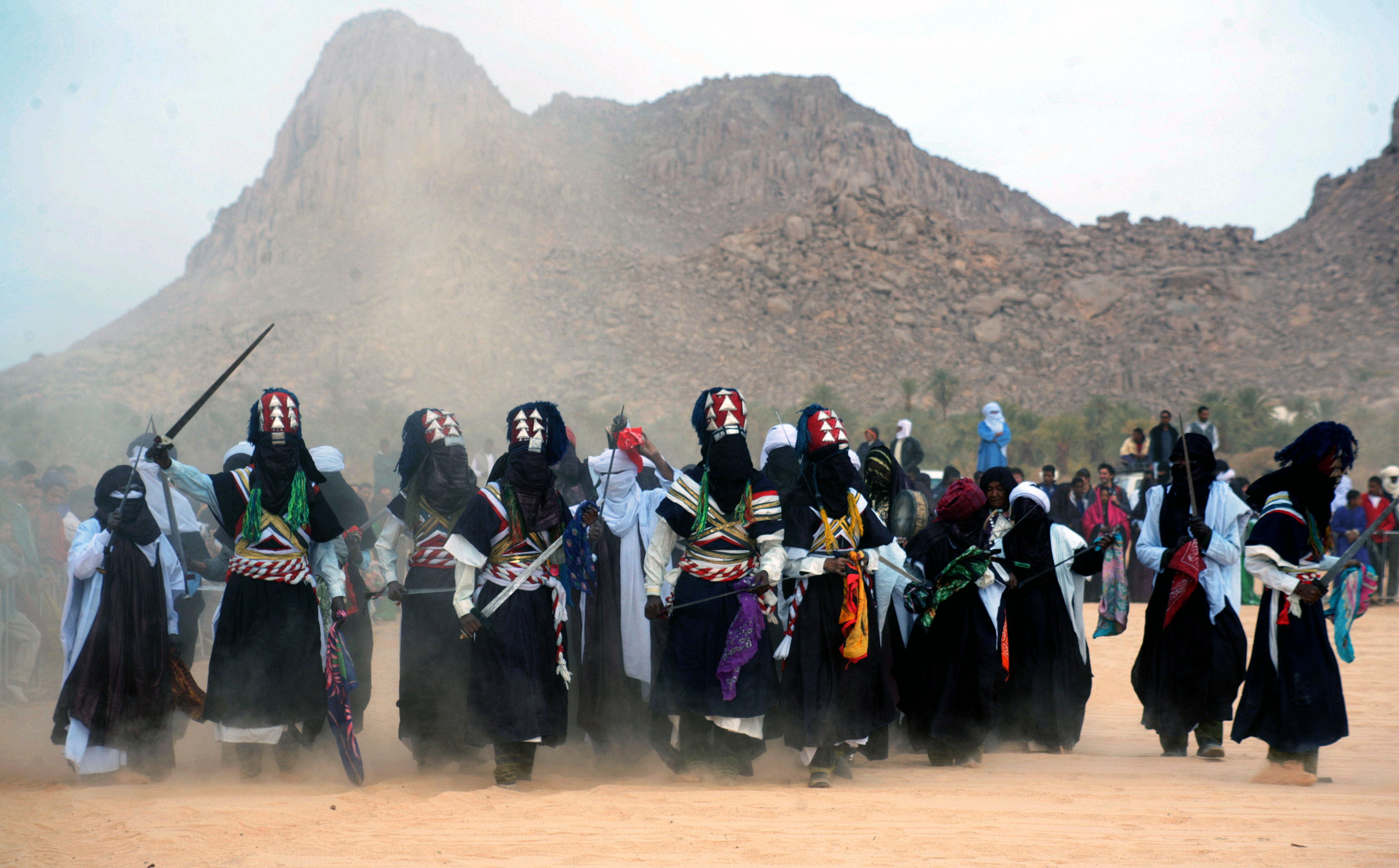
Schwerttanz der Tuareg in Algerien (2009)

Das Takouba (auch Takuba, Takoba, Takooba) ist ein afrikanisches Schwert. Das Takouba wurde hauptsächlich von den Tuareg, aber auch anderen Ethnien in großen Teilen von Nord- und Westafrika benutzt.

## Beschreibung
Das Takouba hat eine gerade, zweischneidige Klinge. Die Klinge verjüngt sich vom Gefäß leicht zur Spitze hin. Das Gefäß verfügt über eine kurze aber breite Parierstange, welche in der Regel mit Leder umwickelt ist. Die Scheide folgt der Klingenform, manchmal mit einem verbreiterten Ortblech. Der konische Knauf besteht in der Regel aus Messing oder Kupfer.
Ein fertiges Takouba war ein Ergebnis der Arbeit vieler Hände. Die Klingen stammen in der Regel aus Europa, Scheiden und Gehänge wurden vielfach von den Hausa hergestellt. Fertiggestellt wurde das Schwert von einheimischen Schmieden.
Das Takouba ist dem hauptsächlich im Sudan vorkommenden Kaskara ähnlich. Das Kaskara unterscheidet sich durch die Klinge, welche sich in der Regel erst an der Spitze verjüngt, die dünnere Parierstange und die sich an der Spitze deutlich weitende Scheide.

## Vorkommen und Nutzung
Ursprünglich war das Takouba eine Waffe der Tuareg, welche hauptsächlich in Mali, Algerien, Niger und Libyen leben. Die Waffe breitete sich auch in der mittleren Sudanregion aus, vor allem im Norden Nigerias und angrenzende Regionen. Das Schwert wurde auch in dem Reich Kanem-Bornu und im Sultanat Baguirmi bis in den Tschad hinein verwendet. So finden sich Takoubas auch bei den Hausa, Fulbe, Nupe und anderen benachbarten Ethnien.
Das Takouba wird in Hüfthöhe an einem Bandelier aus Wolle getragen. Von den Touareg wurde das Schwert zusammen mit einem Schild genutzt.

## Geschichte
Wegen des kreuzförmigen Gefäßes, welches den europäischen Schwertern ähnelt, haben im 19. Jahrhundert Afrikaforscher einen Einfluss der Kreuzfahrer zugeschrieben. Zwar waren die Kreuzfahrer in Ägypten sowie in Tunis (Siebter Kreuzzug) aktiv, jedoch gibt es keine Beweise für eine Verwendung europäischer Schwerter außerhalb Ägyptens.
Wahrscheinlicher ist es, dass die geraden nordafrikanischen Schwerter von den mittelalterlichen arabischen Schwertern abstammen. Diese wiesen ebenfalls gerade Klingen auf. Die typisch gekrümmte Form kam erst im 15. Jahrhundert auf. Die Araber überquerten die Sahara schon Mitte des 8. Jahrhunderts und könnten die einheimischen Schmiede so beeinflusst haben.
Ab dem 15. Jahrhundert kamen europäische Klingen über Mittelmeer- oder Atlantikhäfen nach Afrika. Zuerst errichteten die Portugiesen Handelsposten in Mauretanien. Wahrscheinlich wurden die europäischen Klingen zum Bau der geraden nordafrikanischen Schwerter erst ab 16. Jahrhundert verwendet, als der Import der Klingen aus Spanien, Italien und Deutschland deutlich zunahm. In Handel- und Handwerkerzentren wie Kano im Nigeria wurden Gefäße und Scheiden gefertigt. Aber auch lokale Klingen wurden geschmiedet, zum Teil mit gefälschten europäischen Beschlagmarken, was eine genaue Einordnung schwierig macht.
Bei den Tuareg war das Takouba in vorkolonialer Zeit bestimmten sozialen Hierarchiestufen vorbehalten. Die Tuareg hielten noch bis etwa 1914 an der traditionellen Bewaffnung Speer und Schwert fest, doch die Unruhen im Ersten Weltkrieg während der italienischen Kolonialzeit forderten ein Umstrukturierung der Bewaffnung auf moderne Feuerwaffen.
Im Alltag sind die Takoubas nur noch selten anzutreffen, jedoch bleiben sie immer noch wertvolle Besitzstücke und werden als Prestigewaffen zu Festen wie Kamelrennen getragen.